# Собор Святого Якова та Святого Христофора (Керкіра)
Собор Святого Якова та Святого Христофора — католицький собор XVI століття, в місті Керкіра, острів Керкіра (Корфу), Греція. Собор є основною церковою Архиєпархії Корфу, Кефалфінії — Закінфу.

## Історія
Щодо дати спорудження собору, достовірна інформація відсутня. На місці собору розташовувалась нині зруйнована церква і між 1431 і 1454 роками члени братства святих Якова і Христофора попросили дозволу у тодішнього архієпископа Мартинуса Бернардіні побудувати там гостьовий будинок — лікарню для нужденних, хворих та мандрівних членів братства. Акт Архиєпархії був затверджений папською буллою 7 липня 1466 р., який вимагав від братства залучити священика та адміністратора до цього закладу, при цьому пропонував архієпископу щороку 2 лютого вшановувати передачу ікон святих Якова та Христофора з церква святого Франциска, де вони були, до переїзду.
Храм було освячено 31 грудня 1553 року єпископом Якобус Кокко.
Під час другої османської облоги 1571 р. церква зазнала руйнувань. Історичний архів Венеції зберіг проект пропозиції 1622 р., щодо розширення будівлі, оскільки вона було занадто малою для потреб собору. У 1658 році церква була капітально відремонтована за рахунок власних коштів католицького архієпископа Каркласа Лабія. Після реконструкції храму він у серпні 1632 р. був оголошений католицьким собором. За наказом провідетора Філіпа Паскалліго до собору єпископу Бенедикту Брагадінусу (1620-1623 рр.) з православної церкви були передані кістки святого Арсенія, які там перебували до 1944 р., після чого їх повернули до православної церкви.
23 жовтня 1709 року за архієпископа Августина Закко (1706-1723) собор знову було відремонтований. Ще одне відновлення храму в довоєнний період відбулося у 1905 році за участі інженера Серп'єрі.
У ніч на 13 вересня 1943 року після німецьких бомбардувань повністю знищено зовнішній вигляд церкви.
Відбудова собору була закінчена в 1970 році за архієпископа Антоніо Варталітіса.

## Архітектура

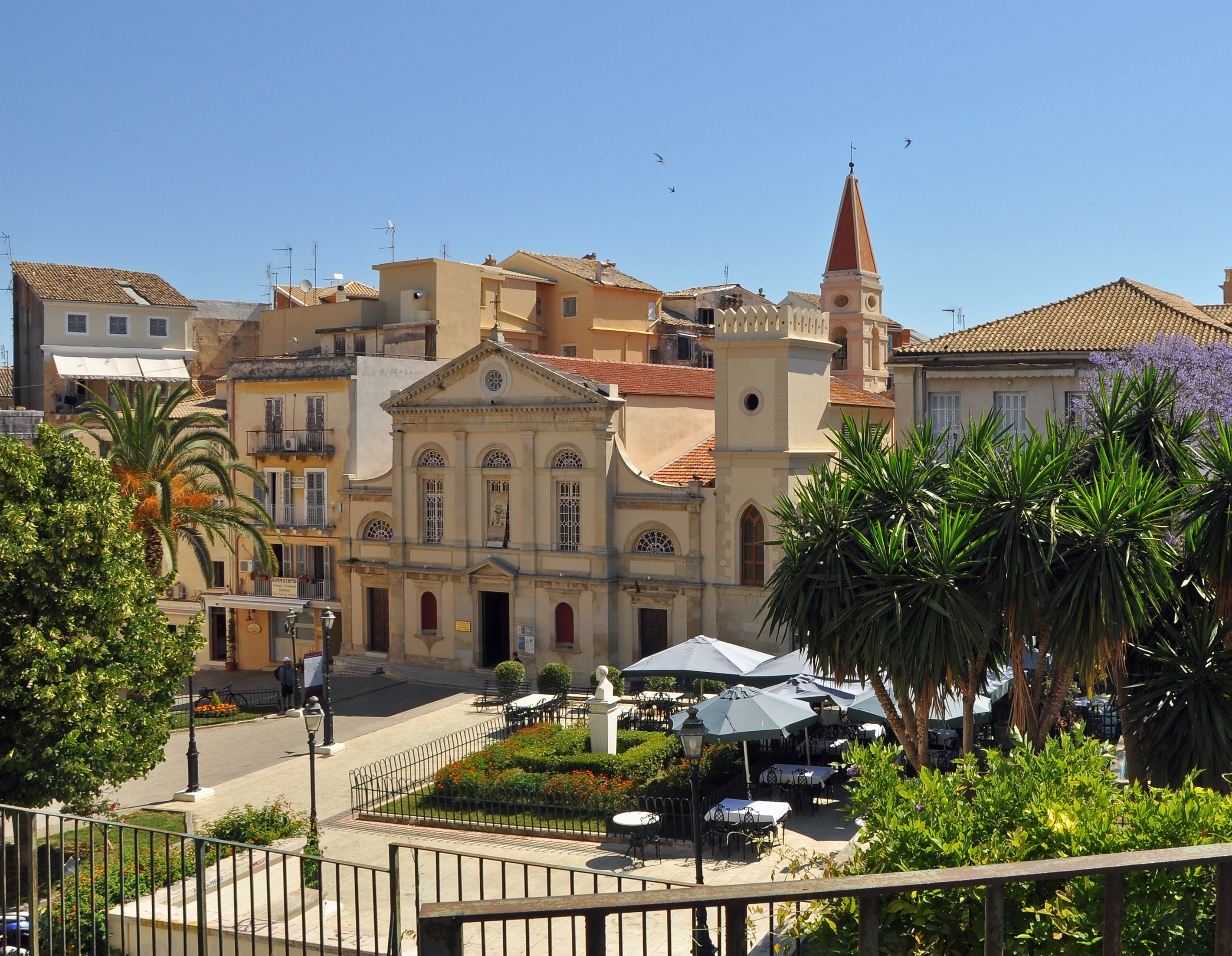
Зовнішній вигляд фасаду собору

Остаточна форма собору після додаткових прибудов — це базиліка з дерев'яним дахом та шістьма бічними каплицями (по три з кожної бокової сторони храму), які з'єднані з основним простором арочними отворами та вівтарна частина вражаючих розмірів. Вважається, що перед реконструкцією храму головний вівтар колись знаходився в глибині храму був покритий кворієм. Загальна площа храму з каплицями понад 600 кв.м.
Із західної сторони до храму ведуть троє дверей, головний центральний вхід і два симетрично розташовані додаткові входи. В церкві є внутрішній вузький балкон, (перебудований із залізобетону), який був зруйнований під час бомбардування, та на якому розташовується маленький орган. До руйнування підлога балкону опиралась на чотирьох мармурових колонах з різьбленням, які експонуються в Старій фортеці. Дах головної частини храму розташований на висоті 9,20 метрів від підлоги.
Зовнішній вигляд церкви був змінений на початку 20 століття. Центральна частина фасаду двоповерхова складається з трьох частин, оздоблених тосканськими пілястрами з трикутним фронтоном. По обидва боки від центральної частини фасаду з фронтоном по бокових частин першого поверху фасаду розташовуються вигнуті елементи (леза). Улаштування фасаду нагадує деякі приклади церков пізнього бароко у Венеції. Також на фасаді розташована дзвіниця із зубцями та в глибині церкви пірамідальна вежа.

## Галерея

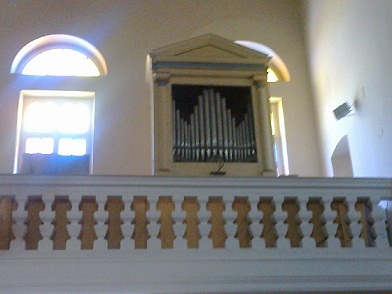
Орган
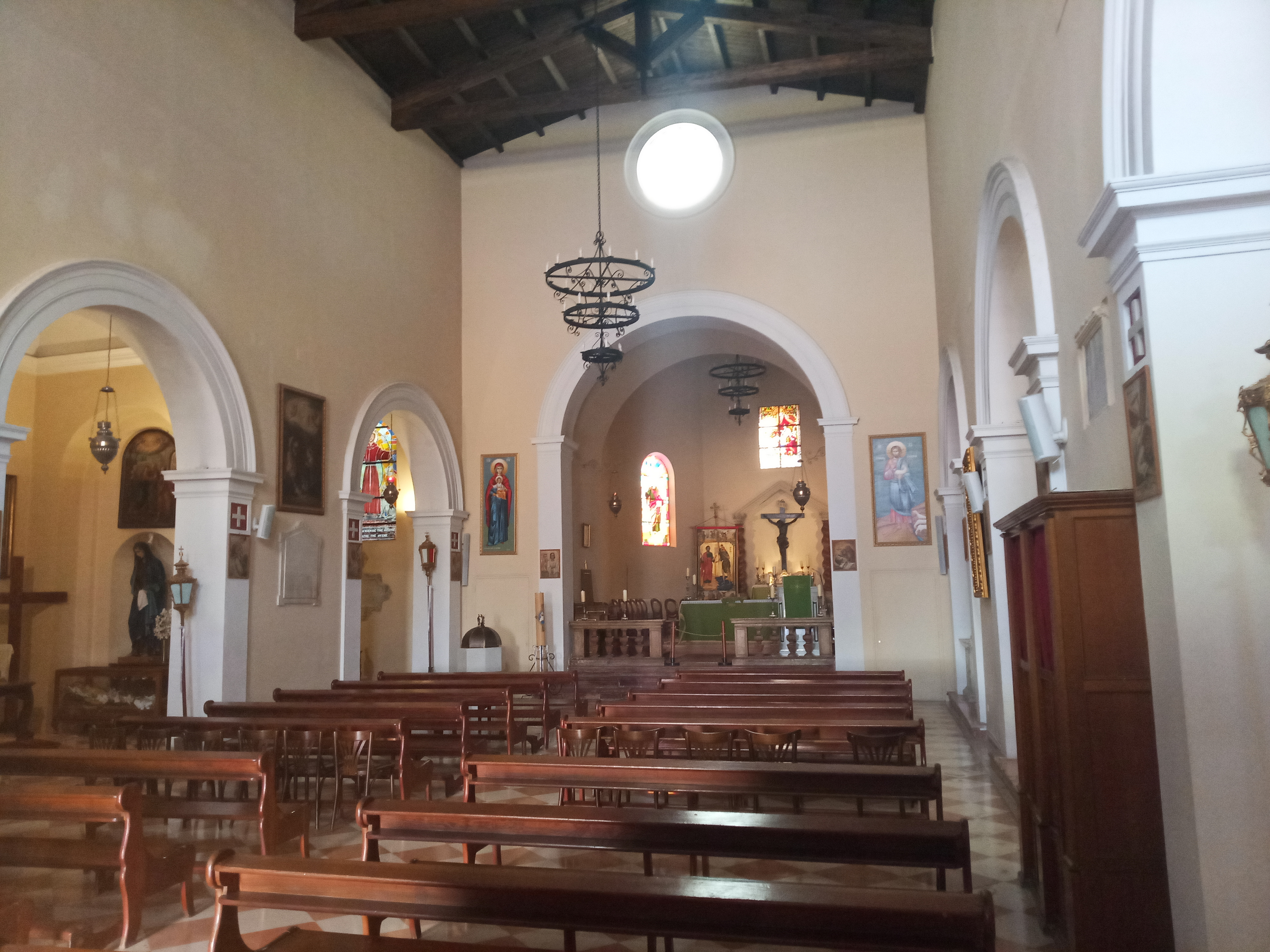
Внутрішній вигляд собору
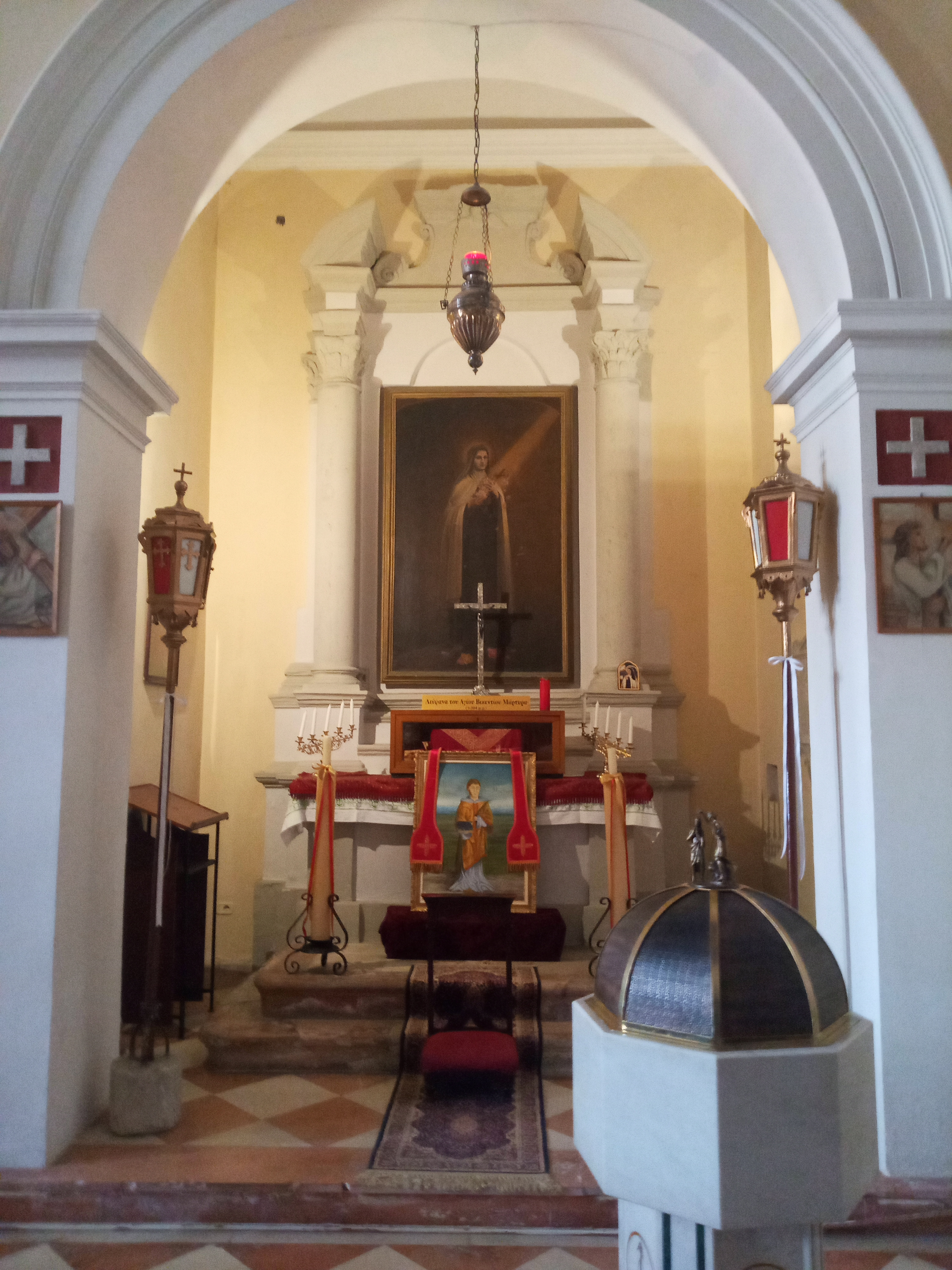
Каплиця
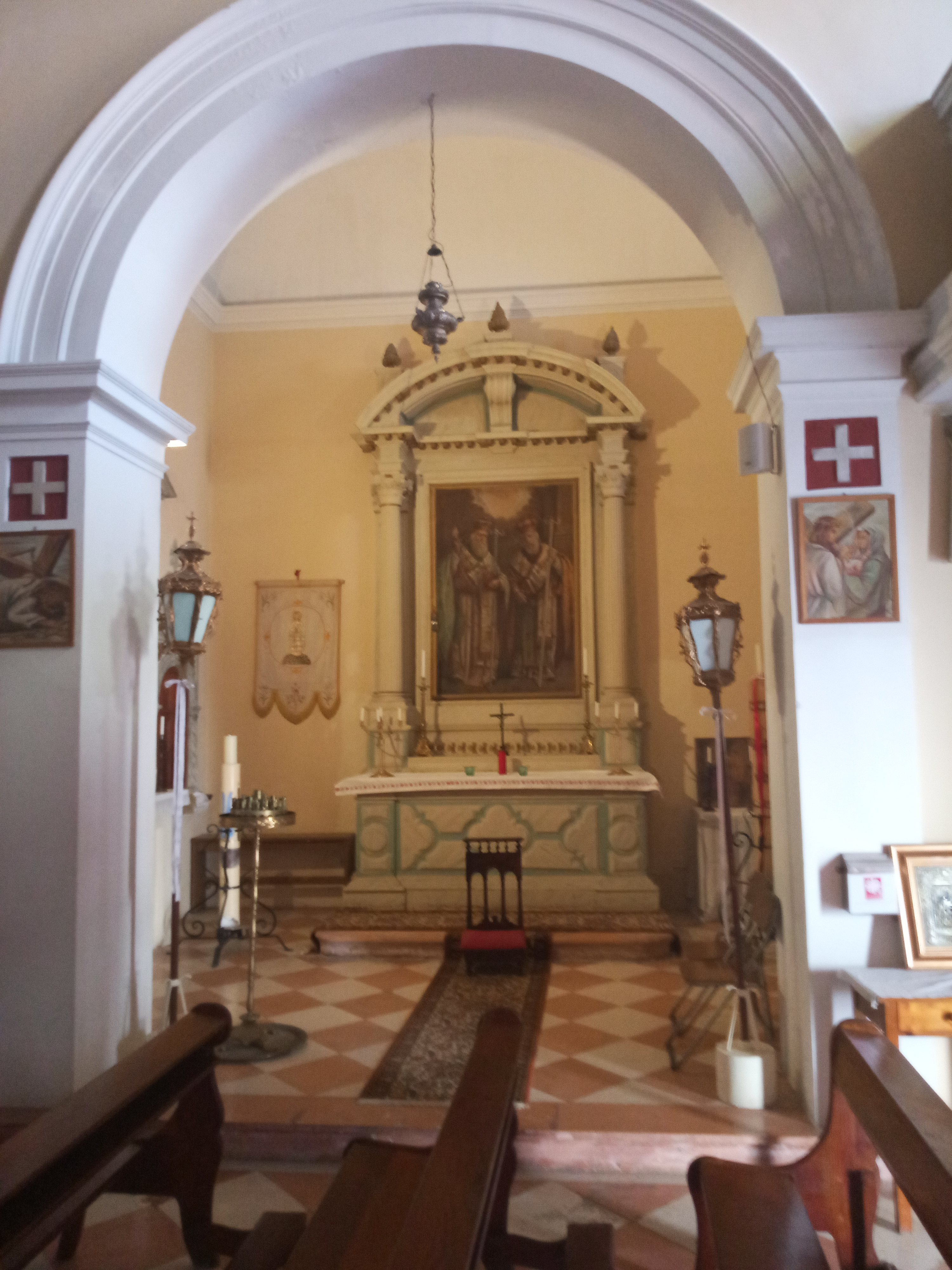
Каплиця Святого Спиридона та Святого Арсенія
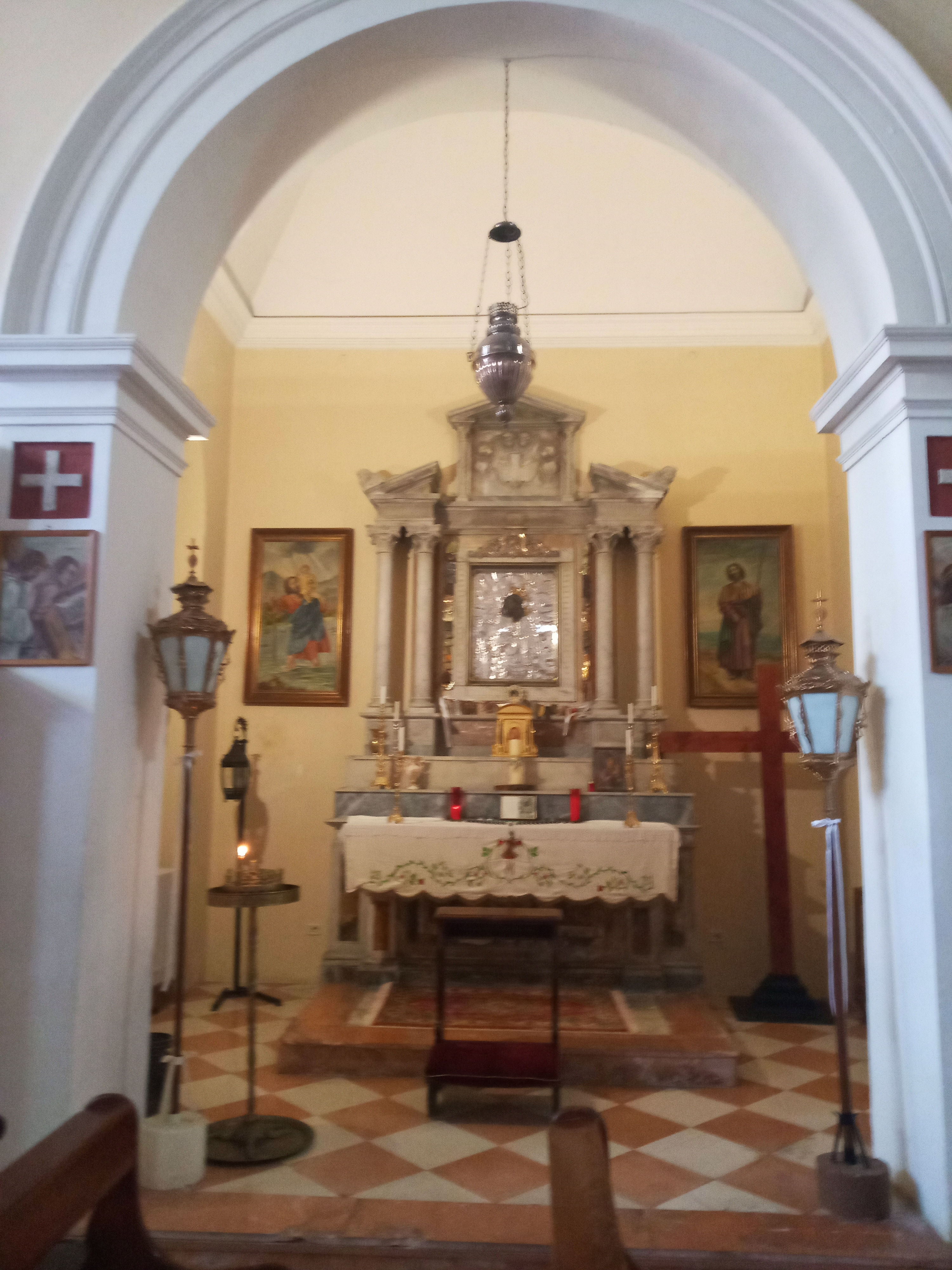
Каплиця
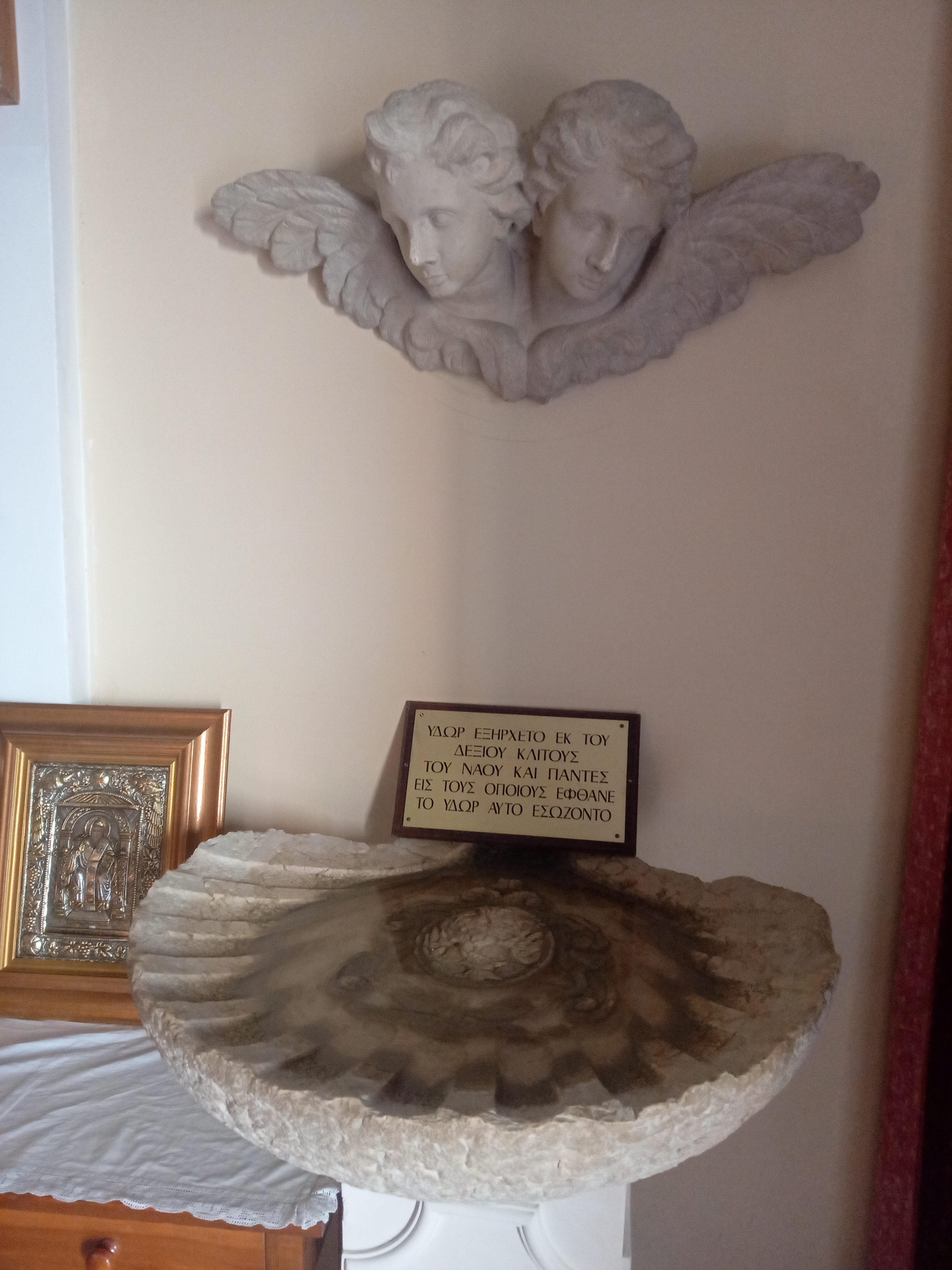
Елементи внутрішнього оздоблення церкви